# Сэлмон, Уэсли
Уэсли Сэлмон (англ. Wesley C. Salmon; 9 августа 1925 — 22 апреля 2001) — современный философ. В сферу его научных интересов входили проблемы метафизики, логики и философии науки. Внёс существенный вклад в исследование причинности.
Сэлмон учился в Индианском университете и в Университете Питтсбурга. Получил учёную степень по философии под руководством Ганса Райхенбаха. Погиб в результате дорожно-транспортного происшествия.

## Труды
- The Status of Prior Probabilities in Statistical Explanation in Philosophy of Science, Band 32, Nr. 2 (Apr., 1965), S. 137-146.
- Logic, Englewood Cliffs, zweite Auflage, 1973; deutsche Ausgabe: Logik, Reclam, Stuttgart 1982, ISBN 3-15-007996-9
- Causality Without Counterfactuals in Philosophy of Science, Band 61, Nr. 2 (Jun., 1994), S. 297-312.
- Causality and Explanation, Oxford University Press, 1998.
- The Spirit of Logical Empiricism: Carl G. Hempel's Role in Twentieth-Century Philosophy of Science in Philosophy of Science, Band 66, Nr. 3 (Sep., 1999), S. 333-350.